# اسویلنگراد

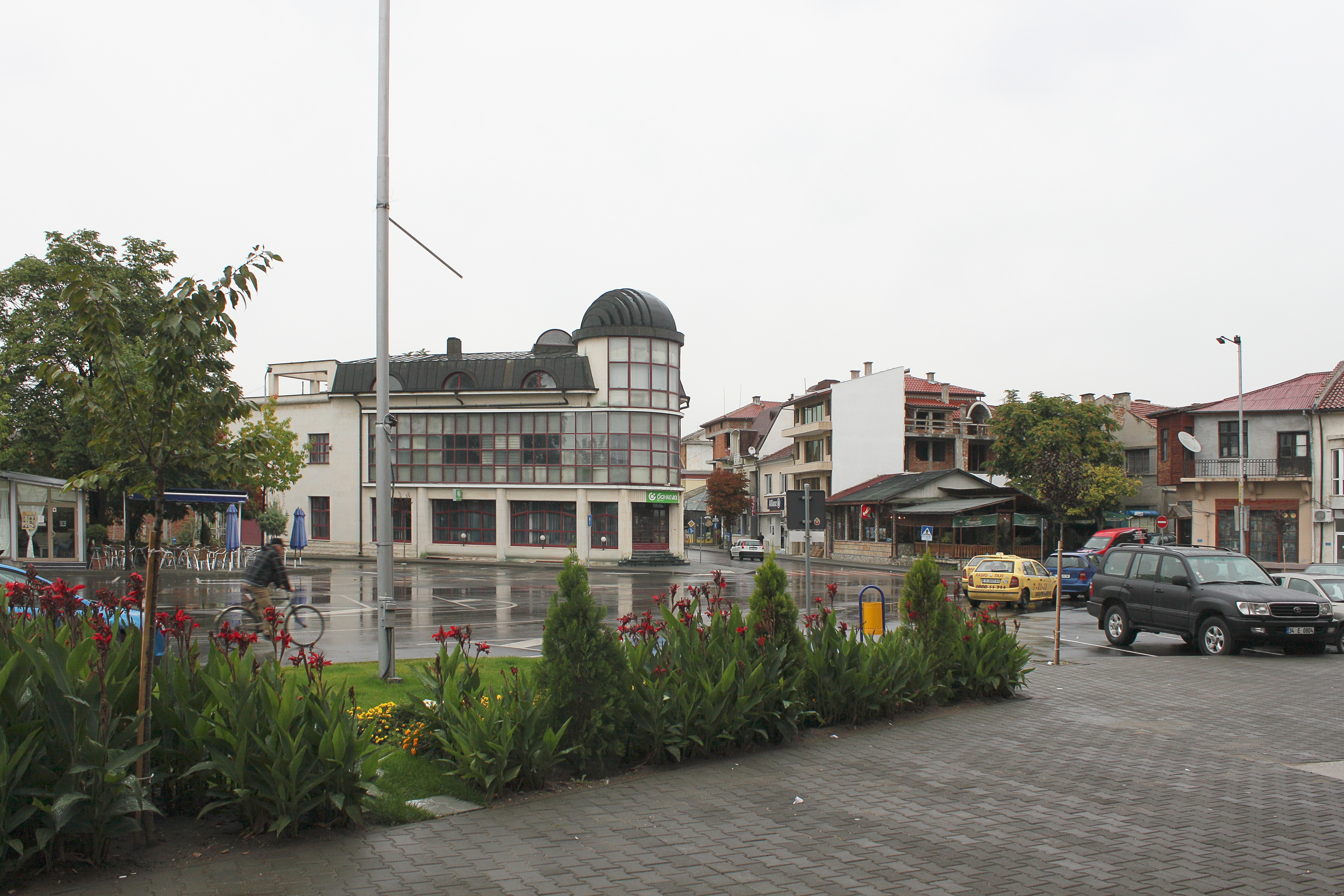
نمایی از اسویلنگراد در خاسکوو، بلغارستان - ۲۰۱۱

اسویلنگراد شهری در استان خاسکوو کشور بلغارستان است که جمعیت آن در سال ۲۰۰۱ میلادی ۱۸٬۹۸۲ نفر بوده‌است.